# رودلف باومغارتنر
رودلف باومغارتنر هو موزع سويسري، ولد في 14 سبتمبر 1917 في زيورخ في سويسرا، وتوفي في 22 مارس 2002 في سيينا في إيطاليا.

## وصلات خارجية
- رودلف باومغارتنر على موقع ميوزك برينز (الإنجليزية)
- رودلف باومغارتنر على موقع أول ميوزيك (الإنجليزية)
- رودلف باومغارتنر على موقع ديسكوغز (الإنجليزية)